# Кларк, Гален
Га́лен Кларк (англ. Galen Clark; 28 марта 1814, Danville, Квебек — 24 марта 1910, Окленд, Калифорния) — первый евроамериканец, обнаруживший рощу Марипоса (секвойи), её защитник и защитник природы вообще, первый рейнджер (охранник, лесничий) национального парка Йосемити на протяжении 24 лет. Написал несколько книг и статей, посвящённых этому парку: его истории, деревьям, коренным жителям.

## Биография
Гален Кларк родился 28 марта 1814 года в городке Шиптон (ныне — Данвилл) в провинции Квебек, Канада. В юности переехал в США, в Спрингфилде (Массачусетс) познакомился с девушкой по имени Ребекка Маккой, на которой и женился. От этого брака у пары родились две дочери. Обе они пережили своих родителей, одна уехала с отцом в Калифорнию и осела в Окленде, вторая осталась в Спрингфилде.
Жена Кларка умерла молодой, и вскоре после её смерти, приблизительно в 1848 году, он отправился в Калифорнию на поиски приключений: как раз в это время там началась золотая лихорадка. В 1853 году, в возрасте 39 лет, Кларк заболел тяжёлой болезнью лёгких, которую врачи диагностировали как туберкулёз. Они дали ему полгода жизни и совет больше отдыхать и дышать свежим воздухом. Кларк избрал местом своего «последнего» жительства городок Уавона, где проводил всё своё время, исследуя окружающие места. Именно таким образом он в 1857 году натолкнулся на рощу, где росли около двухсот гигантских секвой. Он предпринял все меры для сохранения этой рощи, даже написал в Сенат, заручившись поддержкой сенатора Джона Коннесса. Президент Авраам Линкольн в 1864 году, в разгар Гражданской войны, подписал указ, объявляющий эту рощу в частности и долину Йосемити вообще природоохранной зоной, — это был первый случай в истории США, когда какую-то территорию взяли под охрану «просто так», ради природной красоты. Первым рейнджером этой территории с удовольствием согласился быть Гален Кларк. Забыв о «туберкулёзе», он продолжил с удвоенной энергией исследовать территорию.
Вскоре он стал владельцем небольшой гостиницы, оказывал туристам услуги гида, но большой прибыли это всё не приносило, Кларк часто бывал в долгах. В 1880 году Кларк был отправлен в отставку. В 1890 году, во многом благодаря стараниям Кларка, был основан национальный парк Йосемити.
На закате жизни написал три книги об этом парке.
Гален Кларк скончался 24 марта 1910 года в доме своей дочери, доктора Эльвиры Ли, в Окленде, не дожив четырёх дней до своего 96-го дня рождения. Уже много десятилетий назад он не только выбрал себе место последнего упокоения у водопада Йосемити, но и выкопал себе могилу и посадил на ней несколько секвой из найденной им рощи.

## Память
- Одна из секвой, которую, предположительно, Кларк увидел первой в роще Марипоса, названа его именем, о чём сообщает соответствующая табличка. Высота дерева — 73 метра, диаметр ствола на высоте 3 метра — 4,7 метров[7].
- В 1976 году вышел биографический фильм Guardian of the Wilderness. Роль Кларка сыграл актёр Денвер Пайл[8].
- Хребет Кларк[англ.] — высшая точка 3574 метра.
  - Гора Кларк[англ.] — высота 3513 метров.